# Crítico de música
Um crítico de música é alguém que escreve comentários sobre música (incluindo música impressa, apresentações, gravações e eventos musicais) e publica em livros, jornais ou internet. Alguns críticos de música também escrevem livros analisando estilos musicais e discutindo história da música, entrando no campo da musicologia.
Uma boa crítica deve basear suas análises em informações como o contexto em que a música foi criada, teoria musical e momentos históricos.

## História

### Música clássica

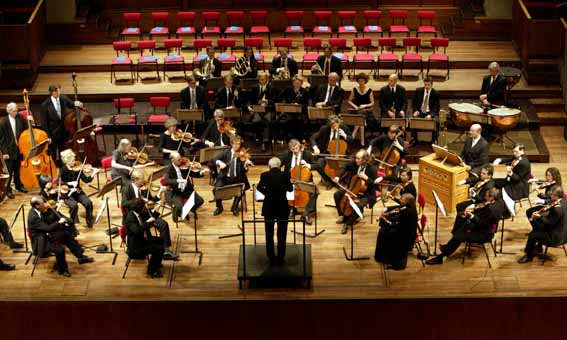
Uma orquestra sinfônica

A crítica musical teve suas origens com a crítica de música clássica. Famosas publicações especializadas nesse tema foram os alemães Allgemeine musikalische Zeitung, (fundado por Johann Friedrich Rochlitz em 1798) e Neue Zeitschrift für Musik (fundado por Robert Schumann em 1834), e o londrino The Musical Times (fundado em 1844). As publicações de caráter mais generalista também tinham repórteres que escreviam crítica de música clássica. Por exemplo, James William Davison do The Times. Ou o músico Hector Berlioz, que escrevia para jornais franceses das décadas de 1830 e 1840.
Muitos fatores, como o crescimento da escolaridade, a influência do romantismo e a popularização da música (incluindo o surgimento de celebridades como Liszt e Paganini), levaram a um aumento do interesse por música por parte de jornais não especializados e a um aumento do número de críticos musicais.

### Música popular
Segundo Jeder Janotti Júnior, professor da Universidade Federal de Pernambuco e organizador do livro Dez anos a mil: mídia e música popular massiva em tempos de internet, a história da crítica de música popular pode ser dividida em períodos, delimitados por eventos marcantes:
1. A cobertura jornalística do jazz feita por jornalistas brancos nos Estados Unidos, no início do século XX;
2. O surgimento da revista Melody Maker, em 1926;
3. A fundação da revista Rolling Stone, na década de 1960;
4. A publicação, em 2004, da crítica do álbum Funeral, da banda Arcade Fire, pelo site Pitchfork.[3]

Na imprensa inglesa, a música pop ganhou projeção na seção de artes do jornal The Times quando o crítico de música clássica William Mann escreveu uma crítica sobre os Beatles em dezembro de 1963. A partir de 1964, a revista Melody Maker se diferenciou em relação a seus concorrentes ao passar a tratar a música como um assunto sério, e não mero entretenimento. Repórteres da revista como Chris Welch e Ray Coleman aplicaram uma perspectiva inicialmente aplicada exclusivamente aos músicos de jazz para as bandas locais de influência estadunidense que começavam a surgir, antecipando o surgimento dos críticos de roque. No início de 1965, o jornal The Observer sinalizou uma mudança na atitude esnobe da mídia em relação à música pop quando apontou George Melly como "crítico de cultura pop". Depois da chegada de Tony Palmer ao The Observer, o primeiro jornal diário a ter um crítico de roque foi o The Guardian, com a chegada de Geoffrey Cannon em 1968.
Bernard Gendron escreveu que, nos Estados Unidos, a crítica séria de roque começou em 1966, pressagiada por Robert Shelton, o crítico de música tradicional do jornal The New York Times, o qual escreveu artigos louvando os Beatles e Bob Dylan. Este último havia acabado de aderir ao roque no festival de Newport de 1965. Paul Williams, um estudante de dezoito anos, lançou o jornal pop Crawdaddy! em fevereiro de 1966; em junho, Richard Goldstein, recém-formado e representante do novo jornalismo, estreou sua coluna "Olho pop" no jornal The Village Voice, que Gendron descreve como "a primeira coluna regular de roque... a aparecer numa publicação cultural estabelecida". O jornalista de roque Clinton Heylin, na sua função de editor do The Penguin Book of Rock & Roll Writing, disse que a verdadeira gênese da crítica de roque ocorreu com o jornal Crawdaddy!. Lindberg et al. diz que, embora Williams seja amplamente considerado o primeiro crítico de roque dos Estados Unidos, ele costumava pesquisar material na Inglaterra.
De acordo com Gendron, os mais significativos trabalhos iniciais de Goldstein foram um "manifesto sobre roque e estética pop" e uma avaliação positiva do álbum Revolver, dos Beatles. Publicado no final de agosto, este último artigo foi "a primeira crítica substancial de roque devotada a um álbum a aparecer numa revista não especializada em roque com poder de influência". Enquanto Williams podia estar certo de uma leitura simpática, o trabalho de Goldstein era convencer um público mais intelectualizado sobre os méritos artísticos da música pop contemporânea. Na época, tanto Goldstein quanto Williams ganharam considerável renome no meio cultural e foram temas de perfis na revista Newsweek.
O surgimento do jornalismo de roque coincidiu com uma tentativa de posicionar o roque, particularmente o trabalho dos Beatles, no cenário cultural dos Estados Unidos. O discurso crítico ampliou-se com a respeitosa cobertura que o gênero conseguiu em grandes publicações como Time, Life e Newsweek nos meses que antecederam e se seguiram ao lançamento do álbum dos Beatles Sgt. Pepper's Lonely Hearts Club Band, em junho de 1967. Dentro desse discurso, Richard Meltzer, em um ensaio para o Crawdaddy! em maio, desafiou a estética intelectual do roque proposta por Goldstein.
Outros jovens escritores estadunidenses que se tornaram colunistas pop após os escritos de Goldstein foram Robert Christgau (na revista Esquire, a partir de junho de 1967), Ellen Willis (na revista The New Yorker, a partir de março de 1968) e Ellen Sander (na revista Saturday Review, a partir de outubro de 1968).
De acordo com o erudito de música popular Roy Shuker em 1994, livros de referência musical como The Rolling Stone Album Guide e Christgau's Record Guide: Rock Albums of the Seventies tiveram um papel na ascensão dos críticos de roque como formadores de gosto na indústria musical, "construindo sua própria versão da tradicional divisão alta cultura x baixa cultura, usualmente em torno de noções como integridade musical, autenticidade, e a natureza do comercialismo". Segundo Shuker, essas coleções de críticas "se tornaram bíblias no segmento, estabelecendo ortodoxias quanto ao valor relativo de vários gêneros e estilos e quanto ao panteão de músicos. Colecionadores, entusiastas e lojas de discos de segunda mão ou especializadas possuem, inevitavelmente, muitos exemplares desses livros à disposição".
No campo do roque, bem como no da música clássica, os críticos nem sempre foram respeitados pelos músicos. Frank Zappa declarou que "a maior parte do jornalismo musical é feito por pessoas que não sabem escrever, entrevistando pessoas que não sabem falar, para pessoas que não sabem ler". Na canção do Guns N' Roses Get in the ring, Axl Rose atacou verbalmente críticos que fizeram críticas negativas da banda por causa de sua atuação no palco.

### No Brasil
No Brasil, inicialmente a crítica musical se dedicava apenas à música erudita, recebendo contribuições de escritores como Mário de Andrade, Murilo Mendes e Otto Maria Carpeaux. Somente com o surgimento da bossa nova, na década de 1950, e o desenvolvimento de uma indústria cultural no país, a crítica se torna menos técnica e especializada, com um tom mais próximo da crônica. Atualmente, destacam-se Arthur Dapieve, Enio Squeff, Tárik de Souza, Hermano Vianna e Silvio Essinger.